# Olavi Litmanen
Olavi Litmanen (Saari, 17 april 1945) is een voormalig Fins voetballer. Hij speelde zijn gehele voetbalcarrière bij Reipas Lahti. Hij won met de club vijfmaal de Finse beker: 1964, 1972, 1973, 1974 en 1978. Verder kwam hij tussen 1970-1972 vijfmaal uit voor het Finse nationale voetbalelftal.

## Persoonlijk
Litmanen trouwde met Liisa, die op het hoogste damesniveau speelde en uitkwam voor Reipas Lahti. Samen kregen zij zoon Jari Olavi Litmanen.